# Арнстад, Кристиан
Кри́стиан Фред Мальт А́рнстад (норв. Kristian Fredrik Malt Arnstad; родился 7 сентября 2003, Осло, Норвегии) — норвежский футболист, полузащитник датского клуба «Орхус».

## Футбольная карьера
Кристиан Арнстад - уроженец норвежской столицы. Занимался футболом в командах «Хеминг» и «Стабек». 15 сентября 2019 года подписал контракт с бельгийским «Андерлехтом». С сезона 2020/2021 тренируется с основной командой. 4 октября 2020 дебютировал в Лиге Жюпиле поединком против «Брюгге», выйдя на поле в стартовом составе и проведя на поле весь матч.
Выступал за юношеские сборные Норвегии. 